# Млин Віссона
Млин Віссона — пристрій, який виділяє чисту питну воду з атмосфери, пропускаючи повітря через вентилятор, лопаті якого охолоджуються холодоагентом. Оскільки лопаті холодніші, ніж повітря, вода з повітря конденсується в рідину, яка збирається. Пристрій був винайдений Максом Віссоном, лікарем-пенсіонером, який живе в Австралії.
Млин Віссона було названо одним з можливих методів боротьби зі змінами клімату. Д-р Віссон сказав про пристрій: «Проблема полягає у тому, що більше енергії вітру йде на енергозабезпечення ніж на водопостачання. Іншими словами, площа енергетичних турбін є більшою ніж площа турбін для збирання води. Це вирішується з винаходом нового виду вітрової турбіни або ж „вітряного млина“. Кількість води в повітрі для всіх практичних цілей є необмеженою. Лише нижній 1 км атмосфери містить близько 1 000 000 000 000 000 (1 квадрильйон) літрів води, який робить колообіг кожні кілька годин. Млин Віссона дозволить отримати достатньо води в будь-якому місці в будь-який час, під час посухи чи ні. Він також заявив: «Особливістю може стати те, що встановлення млинів у озерах і болотах, що осушуються, могло б відновити ці зникаючі екосистеми». Крім того, він сказав: «Безумовно, ізольовану суху місцину, де люди повинні носити воду в глечику на своїх головах, щоб вижити, можна змінити, і наша нова невелика компанія прагне надати декілька з перших установок таким громадам, що цього потребують».